# Список монархів Неаполітанського королівства
У даній статті подано список монархів Неаполітанського королівства

## Анжуйська династія— старша лінія
- 1266–1285 Карл I Анжуйський (1226–1285)
- 1285–1309 Карл II (1254–1309)
- 1309–1343 Роберт Мудрий (1277–1343)
- 1343–1382 Джованна I (1326–1382)

## Анжуйська династія— лінія Дураццо
- 1382–1386 Карл III Малий (1345–1386)
- 1386–1414 Владислав (1376–1414)
- 1414–1435 Джованна II (1414–1435)

### Анжуйська лінія Валуа
(титулярні королі Неаполя, які захопили територію королівства)
- 1382–1384 Людовік I Анжуйський (1339–1384)
- 1384–1417 Людовік II Анжуйський (1377–1417)
- 1417–1434 Людовік III Анжуйський (1403–1434)
- 1434–1480 Рене Добрий (1409–1480)
- 1480–1481 Карл IV Менський (1436–1481)

## Арагонська династія (Трастамара)
- 1435–1458 Альфонс I (1394–1458)
- 1458–1494 Фердинанд I (1423–1494)
- 1494–1495 Альфонс II (1448–1495)
- 1495–1496 Фердинанд II(1469–1496)
- 1496–1501 Федеріго (1452–1504)
- 1501–1503 розділ Неаполітанського королівства між Францією та Іспанією
- 1503–1516 Фердинанд III (1452–1516)

## Габсбурги
- 1516—1554 Карл IV (1500—1558)
- 1554—1598 Філіп I (1527—1598)
- 1598—1621 Філіп II (1578—1621)
- 1621—1665 Філіп III (1605—1665)
- 1665—1700 Карл V (1661—1700)
- 1713—1734 Карл VI (1685—1740)

## Бурбони
- 1734–1759 Карл VII (1716–1788)
- 1759–1799 Фердинанд IV (1751–1825)
- 1799 Партенопейська республіка
- 1799–1806 Фердинанд IV (1751–1825)
- 1806–1808 Жозеф Бонапарт (1768–1844)
- 1808–1815 Йоахім Мюрат (1771–1815)
- 1815–1816 Фердинанд IV (1751–1825)

з 1816 у складі Королівства Обох Сицилій